# Victor Buylaert
Victor-Pius Buylaert (Sint-Katharinakapelle 13 december 1775 - Pervijze 19 december 1864), was geneesheer, handelaar en lid van het Belgisch Nationaal Congres na de omwenteling van 1830.

## Levensloop
Victor-Pius Buylaert was zoon van geneesheer Joannes Baptiste Buylaert (Gravelines, 1738 - Sint-Katharinakapelle, 1788) en Maria Joanna Debreucq (Oostvleteren - Pervijze, 1820).  
Zijn vader Joannes Baptiste Buylaert was van 1767 tot 1768 ontvanger van Sint-Katharinakapelle, tot 15 november 1771 was hij schepen in het gemeentebestuur van Pervijze. Toen diende hij om onbekende redenen zijn ontslag in. Hij werd opnieuw ontvanger van Sint-Katharinakapelle en bleef dit tot 1777. Van 1781 tot 1783 was hij dismeester en van 1784 tot 1785 was hij voor de derde en laatste maal ontvanger van Sint-Katharinakapelle. Op 20 juli 1788 overleed hij te Sint-Katharinakapelle, amper 50 jaar oud. 
Victor Buylaert bleef ongehuwd en werd net als zijn vader geneesheer. In zijn overlijdensakte in 1868 staat omschreven als koopman. 
In 1830 werd hij in het arrondissement Diksmuide verkozen met Pierre Morel-Danheel als gematigd Katholiek lid van het Nationaal Congres. Hij nam aan de zittingen deel maar vroeg geen enkele keer het woord. Het Nationaal Congres zetelde van 10 november 1830 tot 21 juli 1831, waarna het verdaagd werd, om uiteindelijk te worden ontbonden op 29 augustus 1831. Na het einde van de werkzaamheden keerde hij terug naar Pervijze, waar hij tot in 1848 burgemeester was. Hij was ook gedurende 60 jaar lid van de kerkfabriek. In 1815 werd hij getypeerd als een geleerd man met een goed karakter, die aanzien genoot bij zijn medeburgers.

## Onderscheidingen
- Ridder in de Leopoldsorde
- Ridder van het Yzeren Kruys (Belgisch Staatsblad 21 februari 1835)
- Zijn naam staat ook op de Congreskolom die tussen 1850 en 1859 in Brussel werd opgericht